# Michel Martin Drölling
Pour les articles homonymes, voir Michel Martin, Martin et Drolling.
 (juillet 2015).
Michel Martin Drölling, né le 7 mars 1786 à Paris, et mort dans la même ville le 9 janvier 1851, est un peintre néoclassique français.
Il est le fils du peintre Martin Drölling, et le frère de l'artiste peintre Louise-Adéone Drölling.

## Biographie
Michel Martin Drölling est l’élève de son père Martin Drölling, puis de Jacques Louis David en 1806. Sa Colère d’Achille lui vaut d’obtenir le prix de Rome en 1810. Après avoir séjourné à l’Académie de France à Rome, de 1811 à 1816, il se fait connaître pour sa Mort d’Abel exposé au Salon de 1817. Il reçoit dès lors de nombreuses commandes et produit notamment La Loi descend sur terre, elle y établit son empire et y répand ses bienfaits pour le plafond de la salle des Hommes illustres du palais du Louvre, Les États-Généraux de Tours en 1836 et La Convention d'Alexandrie en 1837 pour le musée de l'Histoire de France au château de Versailles, Jésus au milieu des docteurs pour l’église Notre-Dame-de-Lorette de Paris en 1840. Il est élu membre de l’Académie des beaux-arts de l'Institut de France en 1837, et il est nommé professeur à l'École des beaux-arts de Paris. 
Ses peintures d’histoire répondent au style néoclassique.

### Correspondance
Les lettres qu'il adresse à son père et à sa sœur, lors de son séjour à Rome entre 1811 et 1816, soit 37 lettres autographes à son père et 28 lettres qu'il reçut de son père, sont conservées à Paris au département des arts graphiques du musée du Louvre.

## Œuvre

### Salons
- 1817 : La Mort d'Abel
- 1822 : Portrait de Jacques-Antoine Manuel, réplique de l’œuvre du château de Versailles, huile sur toile, 116 x 90 cm, musée des beaux-arts de Brest[2]

### Élèves
- Theodor Aman (1831-1891), élève en 1850 et 1851
- Jules Jean Antoine Baric (1825-1905), élève à partir de  1845, caricaturiste
- Paul Baudry (1828-1886), élève à partir de 1844
- Gustave Bertinot (1822-1888), à partir de 1848, prix de Rome de gravure en 1850
- François Victor Eloi Biennourry (1823-1893)
- Ferdinand Birotheau
- Léon Bouchaud (1817-1868), élève à partir du  19 septembre 1842
- Jules Breton
- Charles Chaplin
- Félix-Auguste Clément
- Paul-Alfred de Curzon
- Roger Fenton
- Jules de Fressiniat
- Pierre-Victor Galland
- Paul Félix Guérie (1819-1895)[3]
- Jean-Jacques Henner (1829-1905), élève à partir de 1848.
- Alexandre Juliard (1817-1885)[4]
- Gustave Jundt
- Armand Laroche
- Edmond Lechevallier-Chevignard
- Frédéric Lix
- Gustave-Lucien Marquerie
- Alphonse Muraton
- Édouard Moyse
- Charles Nègre
- Arthur Henry Roberts
- Amédée Servin
- William Strutt
- Alexandre Thiollet
- Alfred Touchemolin
- Jules Valadon
- André-Charles Voillemont

### Œuvres
- Autoportrait, huile sur toile, 33 × 25 cm, Musée du Château de Versailles[5]
- Louis XII proclamé "Père du peuple" aux États Généraux tenus à Tours en 1506, vers 1833, plafond de la Galerie Campana, Musée du Louvre, 75 × 31 cm[6]
- La Force, Amiens, musée de Picardie
- Portrait de Caroline Hayard, 1816, huile sur toile, 46 x 37 cm, musée du Louvre[7]

Œuvres de Michel Martin Drölling
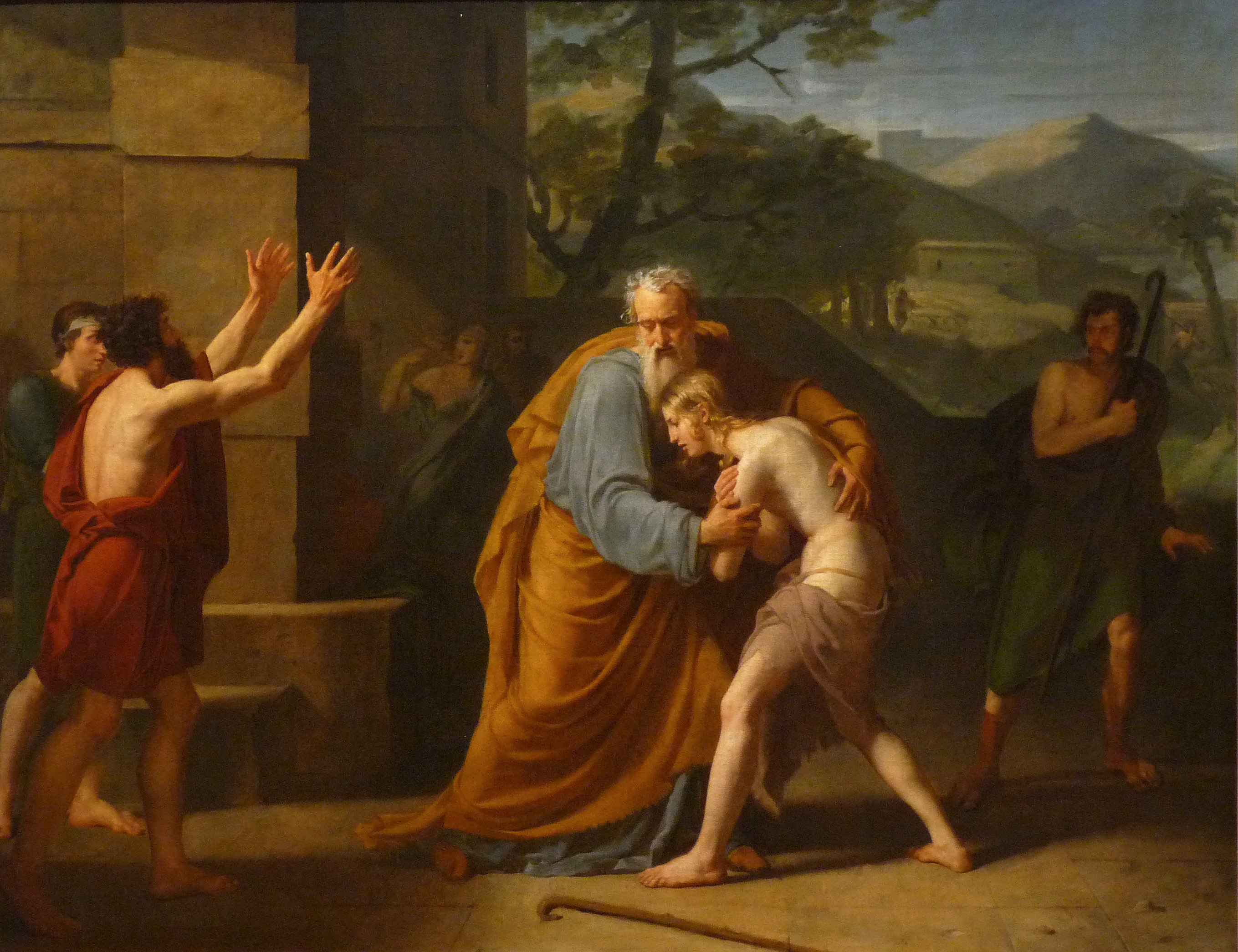
Le Retour du fils prodigue (1806), musée des beaux-arts de Strasbourg.
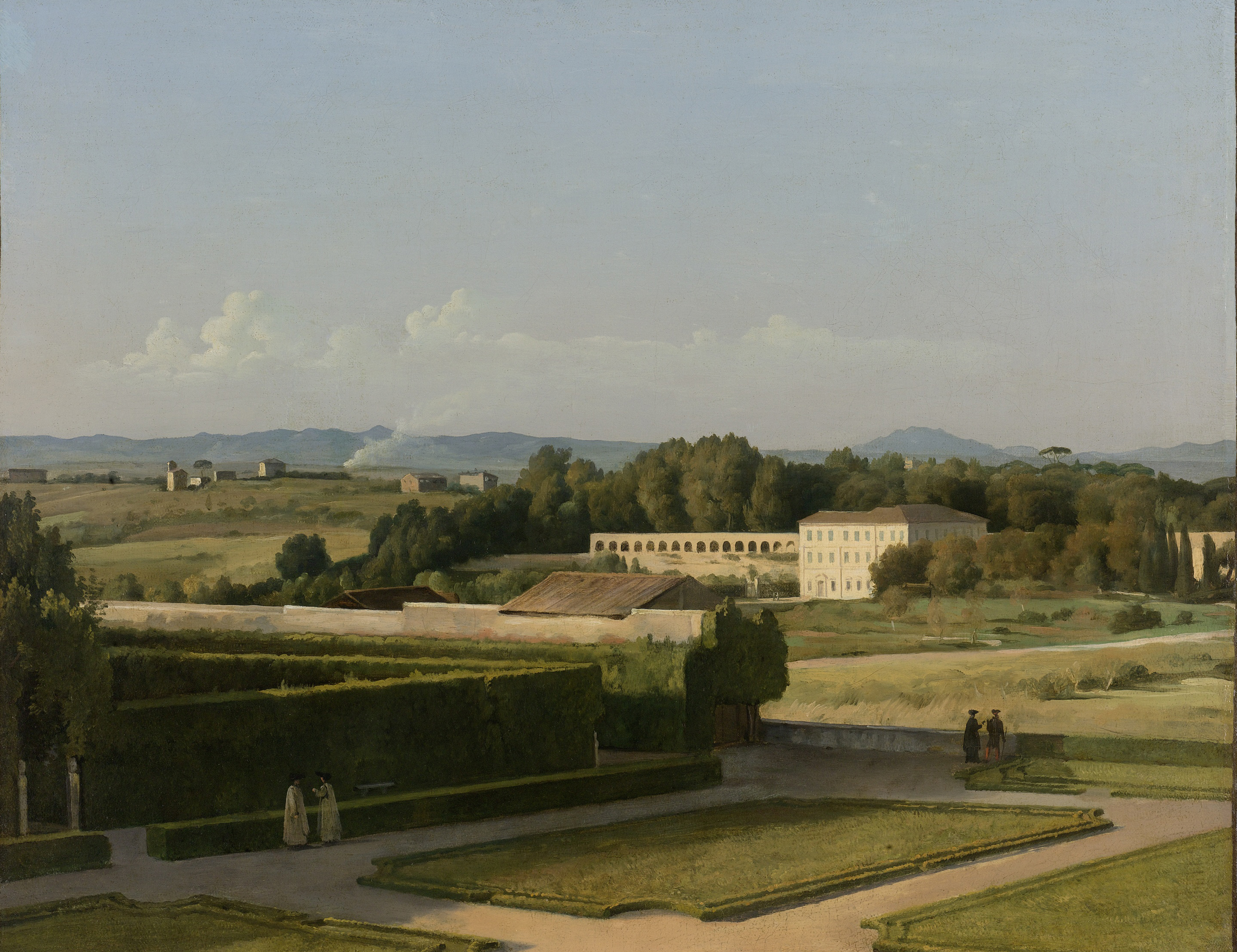
Vue des jardins de la villa Médicis (1811-1816), Amsterdam, Rijksmuseum.
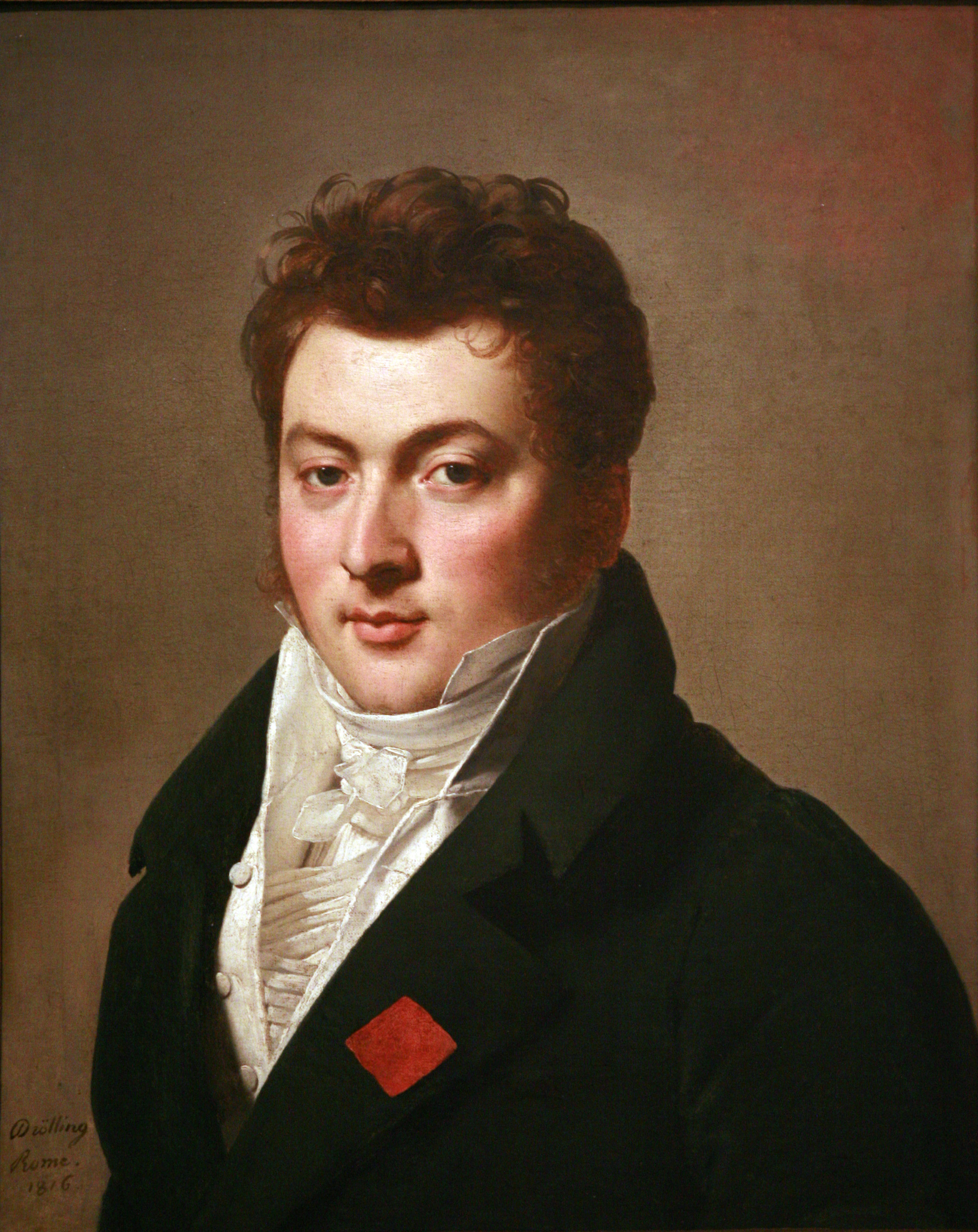
Portrait de Monsieur de Courcy (1816), musée des beaux-arts de Strasbourg.
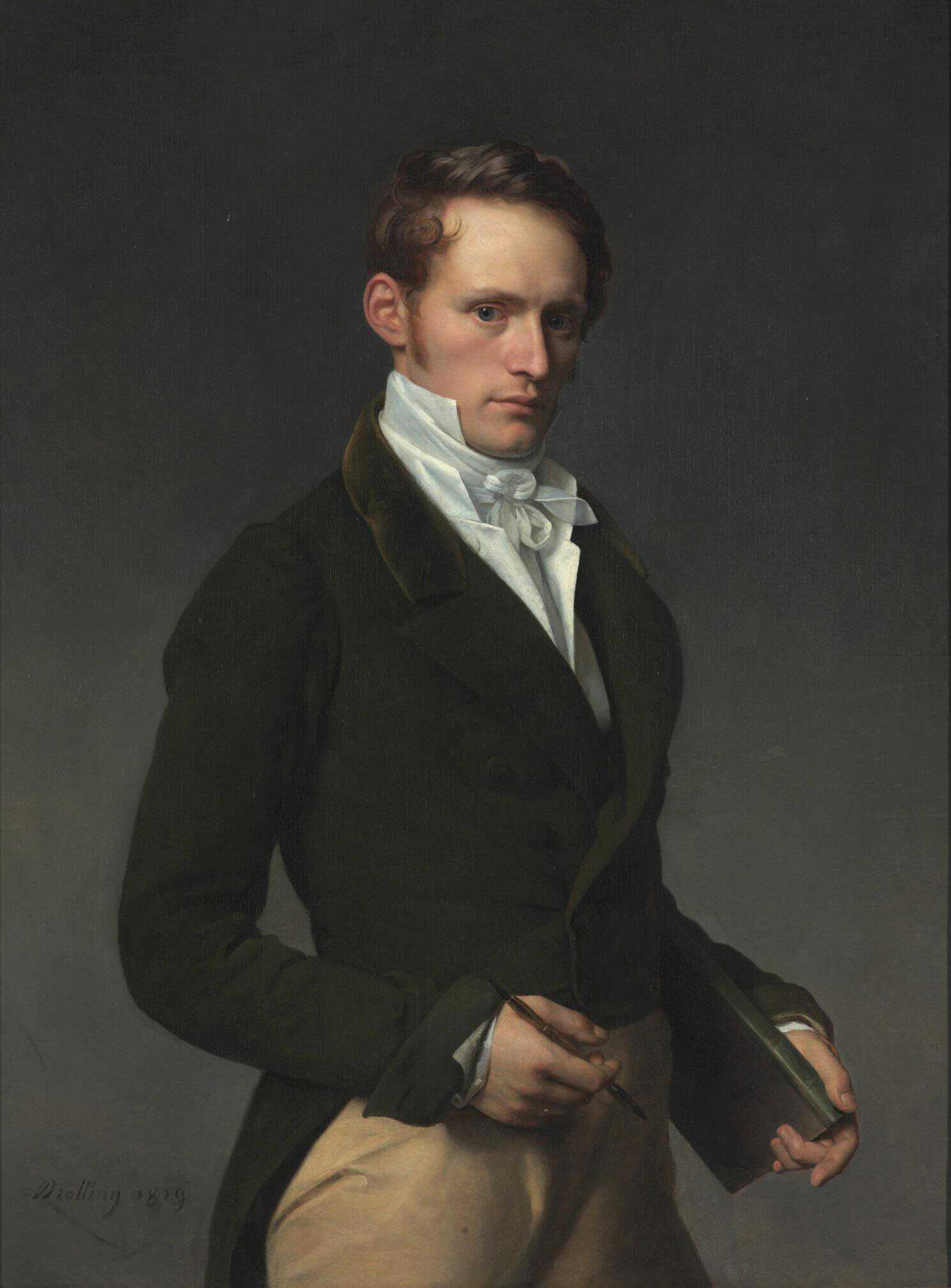
Portrait d'un artiste (1819), Taïwan, Chi Mei Museum.
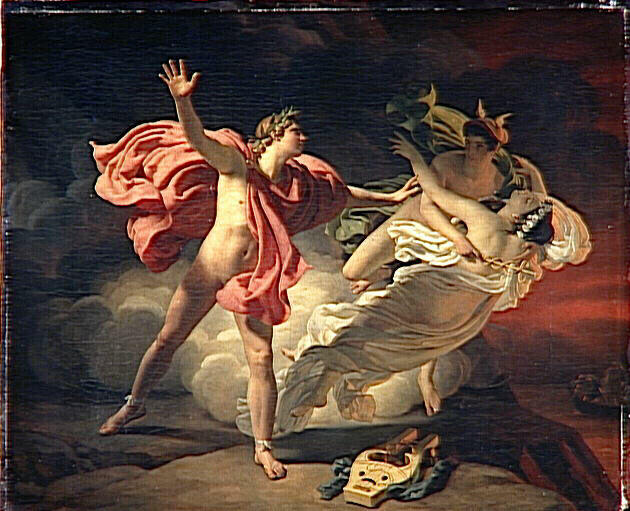
Orphée et Eurydice (1820), Dijon, musée Magnin.
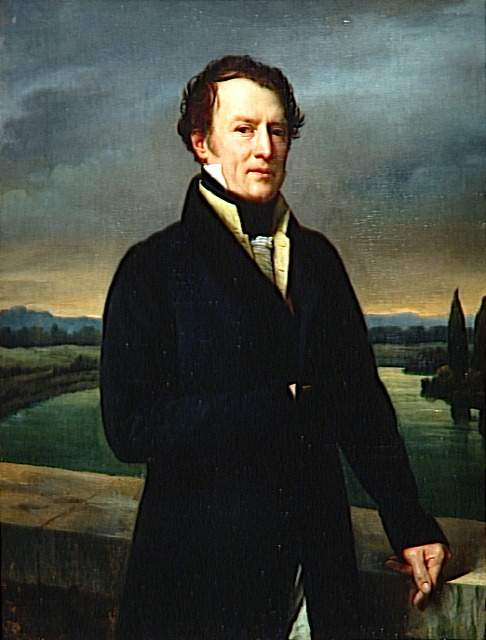
Jacques Antoine Manuel (1822), château de Versailles.
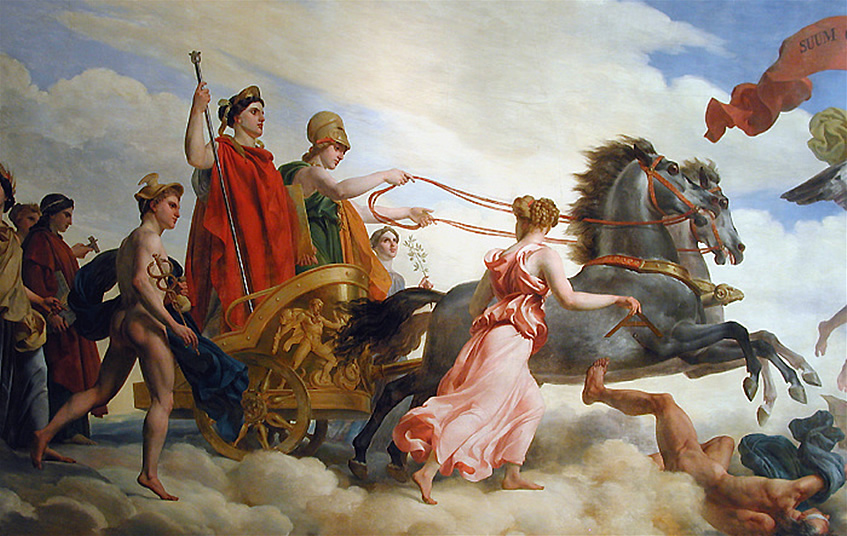
La Loi descendant sur la Terre (1827), Paris, musée du Louvre.
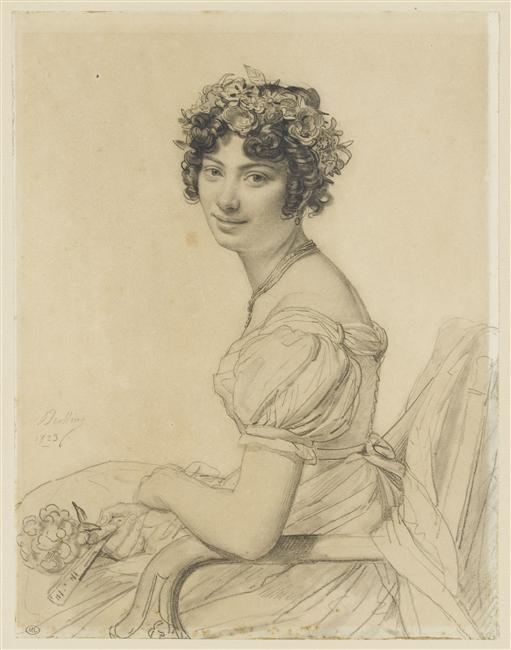
Portrait de mademoiselle Julie Duvidal de Montferrier, Paris, musée du Louvre.